# Brug 613
Brug 613 is een vaste brug in Amsterdam Nieuw-West.
Ze is gelegen over een watergang met aan de noordkant de Jan van Louterstraat en het Jan van Louterpad in Slotermeer. Aan de zuidkant liggen de Carry van Bruggenstraat en de Du Perronstraat. De brug stond nog niet aangegeven op de plattegronden van het Algemeen Uitbreidingsplan van Cornelis van Eesteren. De Burgemeester van Tienhovengracht zou daar naar het westen doorlopen; iets noordelijker van waar het door brug 613 overspande water ligt. 
De brug is aangelegd in de late jaren vijftig, toen hier volop gebouwd werd. Ten zuiden van het water kwamen woningen; ten noorden daarvan een aantal scholen. De brug sluit aan beide kanten aan op groenstroken die de oevers vormen. Op de noordelijke strook kwam in de 21e eeuw een voet-/fietspad te liggen, het Jan de Louterpad. Het ontwerp van de brug is afkomstig van de Dienst der Publieke Werken waar toen de esthetische architecten Dick Slebos en Dirk Sterenberg los van elkaar dan wel samen aan brugontwerpen werkten. De brug van Slebos is uitgevoerd in de standaardkleuren van destijds: wit schoonbeton met blauwkleurige leuningen. De leuningen hebben een enigszins trogachtige vorm. Een bijzonderheid aan de brug zijn de twee lantaarns. Deze staan hier op de westelijke balustraden op de landhoofden. Door de verlichting in de brug te integreren, is een elektriciteitskastje van het GEB bewaard gebleven.

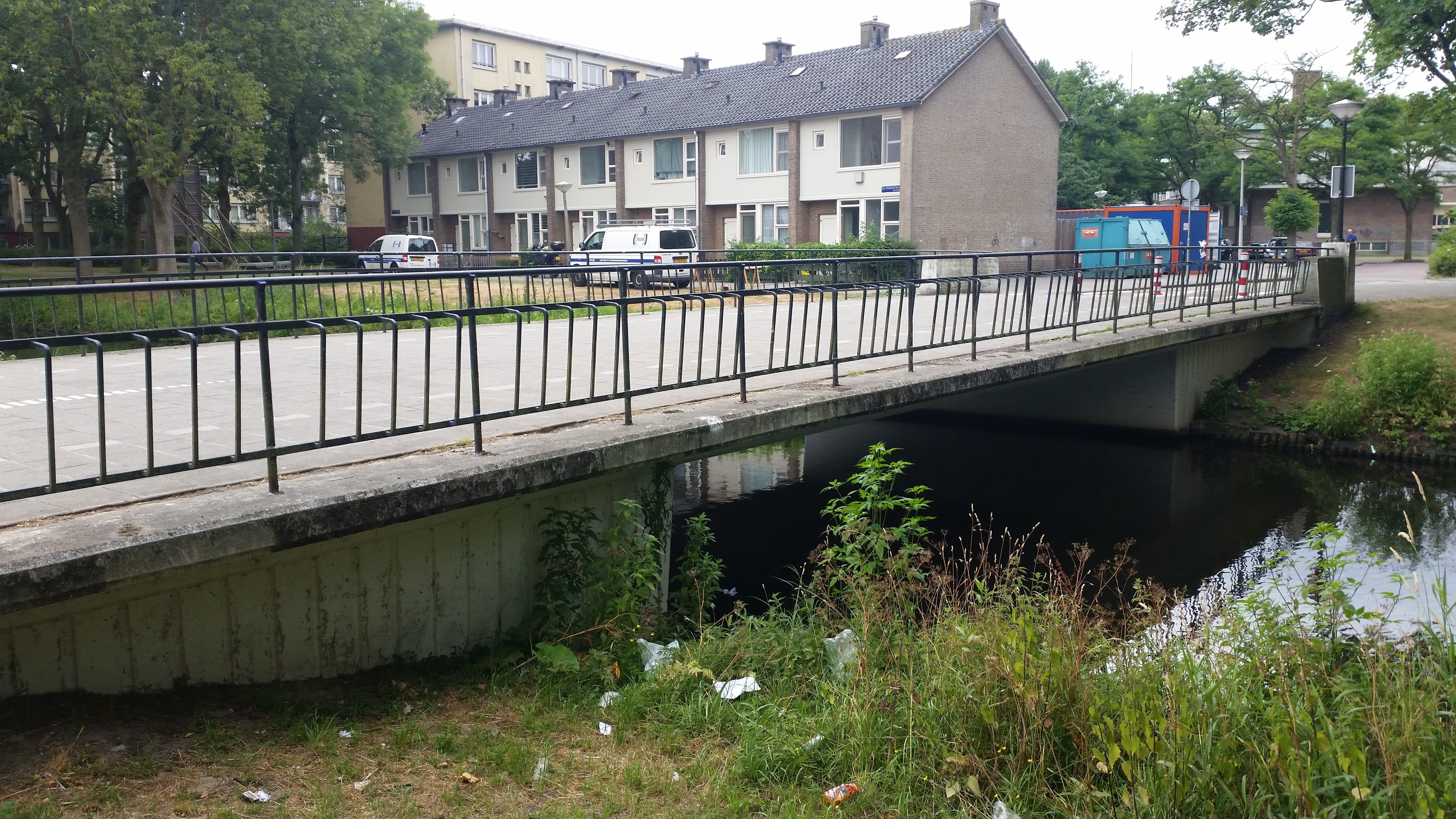
Brug 613, zijaanzicht (juli 2018)

<<< · 600 · 601 · 602 · 603 · 604 · 605 · 606 · 607 · 608 · 609 · 610 · 611 · 612 · 613 · 614 · 615 · 616 · 617 · 618 · 619 · 620 · 621 · 622 · 623 · 624 · 626 · 627 · 628 · 629 · 630 · 631 · 632 · 633 · 634 · 635 · 636 · 637 · 638 · 639 · 643 · 651 · 652 · 653 · 655 · 656 · 657 · 658 · 659 · 660 · 661 · 662 · 663 · 664 · 665 · 666 · 667 · 668 · 669 · 670 · 671 · 673 · 674 · 675 · 676 · 677 · 678 · 679 · 681 · 682 · 683 · 684 · 685 · 687 · 688 · 689 · 690 · 691 · 692 · 695 · 696 · 699 · >>>
Verdwenen brugnummers: 625 (afgebroken brug Sam van Houtenstraat), 640, 644, 645, 646, 647, 648, 650, 672 (duiker Cornelis Lelylaan, Rembrandtpark), 694, 698.
Nooit gebouwd: 649, 680 (nooit gebouwde brug Sloterplas).
Brugnummers 641, 642, 654, 686, 693, 694 en 697 zijn onbekend.